# Sebastiani Del Grande (famiglia)
La famiglia Sebastiani è una famiglia italiana, iscritta nell'elenco delle famiglie nobili di Tivoli appartenente alla cosiddetta Nobiltà di Toga o di Cappa.

## Storia

### Origini
Questa antichissima famiglia tiburtina si conosce fino dal 1200. La chiesa di S. Vincenzo martire fu costruita a Tivoli nell’anno 1286 da questa famiglia come appare dalle indulgenze pubblicate in tale anno e scritte in gotico sui muri della sagrestia.
Lo stemma della famiglia Sebastiani era affisso sopra il portale di ingresso, già quasi scomparso e non visibile chiaramente già dal 1726. L’altare maggiore, sito nello spazio absidale, era dedicato a San Sebastiano (forse in riferimento allo ius patronatus della famiglia fondatrice), che sotto tale altare aveva poi sepoltura. È stata sollevata l'ipotesi che la Chiesa potesse essere intitolata a S. Vincenzo Martire di Valenza e che la stessa famiglia fosse di provenienza spagnola. Il Vescovo Croce che si recò nella Chiesa, nella sua prima visita pastorale, il 1º Maggio del 1568, vi trovò il cappellano spagnolo Francesco Navarra insieme al rettore della Chiesa lohannis Dominici de Sebastianis, dunque un membro della famiglia che ne reggeva ancora le sorti quasi tre secoli dopo la sua fondazione. La famiglia, di fede ghibellina, affiancava la fazione dei Colonnesi, a cui erano a capo le famiglie Manni e Brigante-Colonna contro quella Guelfa degli Orsini capitanata dagli Ilperini. I disordini e le uccisioni erano arrivati a un punto tale che, nel 1407, il capomilizia impose ai facinorosi una forte multa.
Nel 1432 Giovanni Sebastiani, capomilizia della città, fu a capo di una sapiente commissione di nove esperti giuristi di Tivoli, i quali modificarono la raccolta delle leggi patrie, ossia lo statuto, che era stato già pubblicato nel 1305. Ad esso vi si aggiunsero in questa riforma, talune leggi penali ed altri articoli di sommo interesse per il pubblico governo della città.
Un Bartolomeo Iacobo Sebastiani di Giacomo di Sebastiano tenne nella Comunità di Tivoli la carica di sindicus et procurator, e con questa qualifica venne da essa delegato per addivenire ad una convenzione tra la Comunità stessa e l‘Abate di Subiaco Giacomo de Cardoni. Lo stesso Sebastiani ricordato nei Censualia della Basilica Vaticana dell'anno 1441, fog. 3, dell'Archivio Capitolare, dove si accenna che esso, quale notaio pubblico, insieme coll'altro notaio pure tiburtino Bartolomeo di Cecco di Maestro Matteo rogò un contratto d'affitto dei beni della Basilica in Tivoli tra il Capitolo Vaticano e Coluzza de Cinciis (Cenci) il 1º ottobre 1438.
Nel 1497, dopo un violento scontro tra la fazione dei Colonnesi e quella degli Orsini convennero ad una tregua sottoscritta presso il ponte dell’Aquoria in un giardino, presenti i capi delle fazioni della città riuniti a banchetto; e furono stabiliti vari matrimoni, tra quali una figlia del principe Gio: Paolo Orsini di Vicovaro sposò Bartolomeo Sebastiani, uno de' capi della fazione Colonnese di Tivoli.
Nel 1502 un Sante Sebastiani risulta Giudice del Commendatario del Monastero Sublacense.
Il 14 dicembre del 1531 un Giulio Sebastiani venne nominato da papa Clemente VII pretore a Trevi.
Un altro Bartolomeo Sebastiani fu capitano agli ordini del generale Giovan Battista Ciocchi del Monte, nipote di papa Giulio III, nella guerra di Parma (1550-1551), durante la quale si comportò da valoroso, come attestano le remunerazioni che ne ebbe dal Papa.
Silvio Sebastiani, di lui fornisce il Marzi iun., nelle sue memorie manoscritte, questa curiosa notizia: «Tiburtino, fu genero di Papa Giulio III del Monte (1550-1555) al quale non domandò altro che indulgenze plenarie e il papa gli donò 12000 scudi».
Nel 1576 un Orazio Sebastiani con alcuni primarii cittadini fondò una cattedra di Giurisprudenza, che servisse specialmente ai più poveri di preparazione al conseguimento della laurea.
Nel Registro dei Consigli del 1582 risulta che la famiglia Sebastiani fosse molto numerosa, giacché si trovano nel numero de' Consiglieri, il citato Orazio Sebastiani, un Sicinio Sebastiani, un Camillo Sebastiani, un Onorato Sebastiani, un Sebastiano Sebastiani ed un Livio Sebastiani. Si ricordano anche tal Giovan Domenico Sebastiani persona colta e di lettere, buon musico che fu canonico della cattedrale di San Lorenzo, Delio Sebastiani segretario della nobile casa dei Conti di Santa Fiora e P. dell’ordine di San Domenico Giovan Batta Sebastiani che risulta menzionato tra gli oratori sacri che tennero con lode il pergamo nelle varie città d’Italia.
Proprietà della famiglia Sebastiani era l’attuale Villa Braschi a Tivoli, con annessi ameni viali, orti e oliveti, dov’è un buon tratto dell'acquedotto Claudio. I gesuiti nel 1606 l'acquistarono dalla famiglia e nel 1781 passò in potere del duca Braschi. Nel 1814 fu acquistato dal Duca Luigi Onesti Braschi, nipote di papa Pio VI.
A Tivoli la famiglia si “estinse” con Francesca Sebastiani maritata nel 1635 a Gio. Francesco Bulgarini.

### Ramo di Riofreddo
Un esponente della famiglia tal Pietro Paolo Sebastiani di Sebastiano si trasferì a Riofreddo da Tivoli nel 1581, chiamato dal Barone Antonio Del Drago, per amministrare i beni della Casata. I Sebastiani abitarono per tre generazioni nel castello (1581-fine XVII sec.), come risulta dagli Stati delle anime, finché i Del Drago non decisero di risiede a Roma nel loro Palazzo in via dei Coronari. La famiglia Del drago aveva comprato il feudo di Riofreddo dai Colonna nell’anno 1554, divennero marchesi nel 1621 e principi nel 1832.
Lo stemma della famiglia Sebastiani è visibile nell’archivio di famiglia in un bozzetto del 1700 e in un cabreo dei Beni del 1822, nella cappella di Santa Lucia all’interno della chiesa parrocchiale di San Nicola di Bari a Riofreddo, sul portale del palazzo nobiliare in Via Valeria 61 e su quello in Via Guglielmo Marconi 24. Questo presenta la seguente blasonatura: 2 leoni controrampanti di giallo sormontati da una stella cometa ondeggiante in giallo su campo azzurro.
Tra il XVIII e il XX secolo i Sebastiani crebbero in influenza e possedimenti derivanti dalle attività commerciali e professionali e ciò permise alla famiglia di stringere alleanze politiche e matrimoniali con alcune casate aristocratiche italiane (Antonini, Chiodi, Mainardi, Massimo, Pompei, Serra e Vetoli)
In seguito alle violente ostilità tra Arsolani e Riofreddani il 23 Maggio 1756 si stilò, per atto pubblico rogato del Sig. Bartolomeo Sebastiani (1714-1773), un accordo di pace nel convento di S. Giorgio a Riofreddo, il così detto Trattato di S. Giorgio.
Vittorio Luigi Sebastiani (1742-1822) di Bartolomeo ebbe 11 figli e ciascuno di loro coprì posti importanti. Furono Amministratori pubblici, avvocati, farmacisti, medici, clerici, letterati e botanici. Ricordiamo:
Giovanni Nicola Angelo detto Giannicola (1769-1816), durante la Repubblica Romana, fece parte della prima compagnia della Guardia Nazionale del Comune di Riofreddo con il grado di Tenente. Fu in seguito eletto Questore del Cantone di Riofreddo (22.03.1798) ed estimatore delle dogane. In questo periodo i Sebastiani intrecciarono forti legami con Carlo Massimo figlio di Francesco Camillo VII Massimo IV marchese di Roccasecca e Signore di Arsoli. Legame che si mantenne fino alla metà del XX secolo.
Giuseppe Giovacchino (1770-1843) chirurgo di Cagli, Chiaravalle, ecc. raggiunse una certa notorietà e fu Archiatra di papa Leone XII (Annibale Sermattei della Genga 1760–1829) come risulta dalla corrispondenza dello stesso conservata dalla famiglia in Riofreddo. Sposò la contessa Vincenza Mainardi di Camerino.
Rev. Bartolomeo Emmanuele Luigi (1775-1830), Arciprete di Roviano, scrisse un pregevole libro sulle Memorie di Riofreddo e di Roviano, opera iniziata nel 1820 ed interrotta con la sua morte. Il manoscritto è conservato presso la stessa famiglia Sebastiani Del Grande.
Luigi Maria (1784-1847) e Tommaso Giovanni Emmanuele (1788-1831) furono entrambi farmacisti.
Ignazio Vincenzo Antonio (1790-1831) fu medico chirurgo al seguito di Napoleone Bonaparte. Sposò Giovanna della Nobile famiglia Chiodi di Castelbellino.
Francesco Antonio Sebastiani (1782-1821), tra il 1813 e il 1820 fu professore di botanica e ricoprì l'incarico di Direttore dell'Orto Botanico della Sapienza di Roma. Nell'ottobre 1818 viene data alle stampe la sua opera "Florae romanae prodromus" e nell'ottobre 1819 pubblica il lavoro "Esposizione del sistema di Linneo", opera destinata agli studenti della Facoltà di Medicina, in cui, in qualità di medico primario dell'ospedale di San Giovanni Laterano, tratta gli usi e rimedi delle piante spontanee ed esotiche presenti nell'Orto Botanico di Roma. Sposò Caterina Del Grande, figlia di un ricco mercante dell’Agro romano, sorella del celebre Natale Del Grande che morì a Vicenza nel 1848 nella guerra d’indipendenza contro l'Austria. Fu proprio su istanza della moglie che il cognome Del Grande fu unito a quello dei Sebastiani. La richiesta passò con Regio Decreto a firma di Vittorio Emanuele III nel 1911. In onore di Antonio Francesco i botanici intitolarono la specie Trifolium Sebastiani.
Furono Arcipreti della Chiesa di San Nicola: “D. Vittorio Sebastiani dal 31 maggio 1846 al 29 luglio 1881 e D. Antonio Sebastiani, avvocato Rotale poi arciprete prese possesso l’8 febbraio 1885 (sessantesima domenica). Fu proposto con consenso universale del popolo a Mons. Placido Patucci Romano ed il vescovo lo propose al patrono Mons. Gio: Battista Casali del Drago e gli ottenne la nomina il vescovo stesso in Roma senza istanza del Sebastiani”.
Luigi Maria (1784-1847) ebbe 12 figli 6 femmine e 6 maschi di cui due Saverio e Vittorio Giovanni Nicola divennero sacerdoti.
Ignazio Angelo (1833-1898) tenne buoni rapporti di amicizia con molte famiglie nobili e possidenti della zona tra cui l’antica e nobile famiglia Vetoli di Corcumello, i cui possedimenti andavano dall’Abruzzo al Lazio. Sposò il 31 gennaio 1856 Rosa Pompei (1832-1896) di Tremonti nel Regno di Napoli. Rivestì la carica di giudice conciliatore.
Nel 1904, i Sebastiani Del Grande comprano il palazzo dei De Sanctis, con annesso parco, sulla via Valeria all’altezza di piazza Donizetti.
I figli Luigi (1858-1932) e Carlo (1866-1933), ora Sebastiani Del Grande, l’uno invita numerosi villeggianti della buona società borghese romana a trascorrere le loro vacanze estive in paese, contribuendo ad accrescere la fama di Riofreddo come ‘località climatica’ propagandata con numerose cartoline illustrate. La villeggiatura è ora per i Riofreddani una grande opportunità economica ed ancora oggi, un vanto.
Carlo riveste la carica di Sindaco e sotto il suo mandato fa costruire l’acquedotto di Riofreddo dalle sorgenti poste in località Gruppo sorgente Casal Rotondo (800 m) - La Botte. Nel 1898 sposa la contessa Luisa Vetoli unendosi a questo antico e nobile casato. Agli inizi degli anni ‘20 costruisce un palazzo a Roma a Viale Aventino n. 43. Questo si riconosce per uno stemma che pone al centro dello scudo una stella cometa ondeggiante: uno degli elementi già presenti nello stemma di Riofreddo.

## Opere
Giovanni Maria Zappi, Annali e memorie di Tivoli (PDF), a cura di Vincenzo Pacifici, Tivoli, 1920  [1590].